# آنک کوک (بازیکن فوتبال)
آنک کوک (انگلیسی: Ann Cook؛ زادهٔ ۲۵ اکتبر ۱۹۷۴) بازیکن فوتبال اهل ایالات متحده آمریکا است.
از باشگاه‌هایی که در آن بازی کرده‌است می‌توان به واشینگتن اسپیریت اشاره کرد.
وی همچنین در تیم ملی فوتبال زنان ایالات متحده آمریکا بازی کرده‌است.